# 洪葉書店
洪葉書店是由香港一間已結業的二樓書店，自1997年創辦後，引入大量台灣書籍、在店內提供簡單茶座，牽起香港新一輪的二樓書店熱。創辦人葉桂好是香港藝人洪朝豐前妻，書店「洪」、「葉」二字即為兩人姓氏，亦是二人兒子的姓名。

## 背景
葉桂好創辦洪葉前，最先在香港的田園書屋工作，隨後與拍檔吳鈞庭建立樂文書店，成為1990年代香港書籍一個重要引入點，1997年，她自立門戶，於旺角開設洪葉。
全盛時期，洪葉曾經於旺角、尖沙咀、中環及銅鑼灣開設分店，但在營運及租約等問題下，其中兩間分店年相繼結業。2003年SARS來襲，是洪葉由盛轉衰的轉捩點。當時每月需用上50至80萬元信貸額購入書籍存貨，但沙士期間生意大跌，書店無法抵銷累積達數百萬元的來貨額。洪葉在結業前，每月購入書籍的來貨額已至至10多萬元。2005年4月1日，其餘兩間分店亦告結業。